# Castleton (Vermont)
Castleton ist eine Town im Rutland County des Bundesstaates Vermont in den Vereinigten Staaten mit 4458 Einwohnern (laut Volkszählung von 2020).

## Geografie

### Geografische Lage
Das Gebiet liegt im Südwesten Vermonts an der Westflanke der Green Mountains, nahe der Grenze zum Bundesstaat New York. An der Westgrenze der Town liegt der Lake Bomoseen, der einen Anziehungspunkt für Erholungsuchende darstellt. Die Hauptsiedlung Castleton Village liegt auf einem Plateau über dem Südufer des Castleton River, der das Gebiet von Ost nach West durchfließt.

### Nachbargemeinden
Alle Entfernungen sind als Luftlinien zwischen den offiziellen Koordinaten der Orte aus der Volkszählung 2010 angegeben.
- Norden: Hubbardton, 3,0 km
- Nordosten: Pittsford, 13,5 km
- Osten: West Rutland, 11,7 km
- Südosten: Ira, 8,1 km
- Süden: Poultney, 3,9 km
- Westen: Fair Haven, 10,3 km
- Nordwesten: Benson, 15,2 km

Hinweis: Zwischen Castleton und West Rutland besteht keine gemeinsame Grenze. Die beiden Orte liegen aber derart nahe beieinander, dass die Aufnahme in diese Liste sinnvoll ist.

### Klima
Die mittlere Durchschnittstemperatur in Castleton liegt zwischen −6,7 °C (20 °Fahrenheit) im Januar und 21,7 °C (71 °Fahrenheit) im Juli. Damit ist der Ort gegenüber dem langjährigen Mittel der USA um etwa 10 Grad kühler. Die Schneefälle zwischen Oktober und Mai liegen mit deutlich mehr als zwei Metern in diesem Zeitraum und etwa 40 Zentimetern als Spitzenwert im Januar erheblich höher als die mittlere Schneehöhe in den USA. Die tägliche Sonnenscheindauer liegt am unteren Rand des Wertespektrums der USA, von September bis Mitte Dezember sogar deutlich darunter.

## Geschichte
Castleton wurde am 22. September 1761 ausgerufen und an Siedler aus Massachusetts verkauft. Die Umgebung wurde ab 1766 besiedelt; ein erstes festes Haus wurde 1769 errichtet, die erste Überwinterung fand 1770 statt. Erst im März 1777 kam es zur konstituierenden Stadtversammlung, was die Town zu einem eigenständigen politischen Gebilde machte. Während der Briten- und Indianerkriege wurde zwischen 1778 und 1779 in der Nähe des heutigen Castleton Village Fort Warren errichtet und ständig mit Soldaten besetzt; die kriegerischen Handlungen verhinderten bis dahin eine systematische Besiedlung des Landstrichs.
1787 kam es hier auf Beschluss der Generalversammlung der Republik Vermont zur Gründung der ersten Hochschule auf dem Boden Vermonts, die damals als Rutland County Grammar School bekannt war. Sie diente ursprünglich als allgemeine Hochschule für Lehrer und Verwaltungsbeamte; 1818 kam auch ein medizinischer Zweig hinzu. Inzwischen dient sie, nach mehreren Umbenennungen und Abspaltungen von Fachbereichen, unter dem Namen Castleton State College als Hochschule für rund 2000 Studenten. Damit stellt sie zugleich den wichtigsten Arbeitgeber in der Umgebung dar.
Am 1. Oktober 1850 eröffnete die Rutland and Whitehall Railroad auf der Bahnstrecke Whitehall–Rutland ihren Betrieb; Castleton bekam einen Bahnhof, der durch die Eröffnung der zusätzlichen Verbindung nach Eagle Bridge am 9. März 1852, wie Whitehall im benachbarten Bundesstaat New York gelegen, zu einem Keilbahnhof ausgebaut wurde. Der Personenverkehr wurde 1933 stillgelegt, der Güterverkehr blieb auf der Strecke nach Whitehall bestehen, wurde aber 1983 auf der Linie nach Eagle Bridge eingestellt. Nach einer Sanierung der verbliebenen Strecke verkehrt hier seit 1999 täglich der Ethan Allen Express zwischen Rutland und New York City, der seit dem 2. Januar 2010 die Station Castleton (anstelle der zuvor angefahrenen Station Fair Haven) bedient. Als Stationsgebäude dient dabei das 2009 renovierte Empfangsgebäude von 1850.

### Religionen
In Castleton sind sieben verschiedene Kirchengemeinden ansässig, darunter zwei Freikirchen.

### Einwohnerentwicklung
| Jahr      | 1700  | 1710  | 1720  | 1730  | 1740  | 1750  | 1760  | 1770  | 1780  | 1790  |
| --------- | ----- | ----- | ----- | ----- | ----- | ----- | ----- | ----- | ----- | ----- |
| Einwohner |       |       |       |       |       |       |       |       |       | 800   |
| Jahr      | 1800  | 1810  | 1820  | 1830  | 1840  | 1850  | 1860  | 1870  | 1880  | 1890  |
| Einwohner | 1.039 | 1.420 | 1.541 | 1.783 | 1.769 | 3.016 | 2.852 | 3.243 | 2.605 | 2.396 |
| Jahr      | 1900  | 1910  | 1920  | 1930  | 1940  | 1950  | 1960  | 1970  | 1980  | 1990  |
| Einwohner | 2.089 | 1.885 | 1.919 | 1.794 | 1.601 | 1.748 | 1.902 | 2.837 | 3.637 | 4.278 |
| Jahr      | 2000  | 2010  | 2020  | 2030  | 2040  | 2050  | 2060  | 2070  | 2080  | 2090  |
| Einwohner | 4.367 | 4.717 | 4.458 |       |       |       |       |       |       |       |

## Wirtschaft und Infrastruktur

### Verkehr
Als wichtigste Verkehrsverbindung führt die Vermont Route 4 von Ost nach West durch die Town. Der nächste Flughafen ist der Fair Haven Municipal Airport, 7 km südwestlich des Zentrums Casteltons.

### Öffentliche Einrichtungen
Neben den öffentlichen Schulen und der Bibliothek sind nur die üblichen städtischen Einrichtungen existent. Das nächstgelegene Krankenhaus, das Rutland Regional Medical Center, befindet sich in Rutland City.

### Bildung
Castleton gehört mit Benson, Fair Haven und Orwell zur Addison-Rutland Supervisory Union.
Neben dem Castleton State College finden sich in der Town zwei Grundschulen im Ort, die Castleton Village School und die Castleton-Hubbardton Elementary School. Alle weiterführenden Schulen sind in Rutland City konzentriert.

## Persönlichkeiten

### Söhne und Töchter der Stadt
- Alexander W. Buel (1813–1868), Politiker und Vertreter des Bundesstaates Michigan im US-Repräsentantenhaus

### Persönlichkeiten, die vor Ort gewirkt haben
- Chauncey Langdon (1763–1830), Politiker und Vertreter Vermonts im US-Repräsentantenhaus; praktizierte hier als Rechtsanwalt
- Samuel Shaw (1768–1827), Politiker und Vertreter Vermonts im US-Repräsentantenhaus; war Arzt in Castleton
- Rollin Carolas Mallary (1784–1831), Politiker und Vertreter Vermonts im US-Repräsentantenhaus; praktizierte hier als Rechtsanwalt
- Edwin L. Drake (1819–1880), Erdöl-Pionier; wuchs hier auf